# 2-й Венецианский кинофестиваль
2-й международный Венецианский кинофестиваль проходил с 1 по 20 августа 1934 года. Это был первый фестиваль, на котором за лучший иностранный фильм и лучший итальянский фильм вручался Кубок Муссолини.

## Фильмы основной конкурсной программы
- Амок, фильм Фёдора Оцепа
- Экстаз, фильм Густава Махаты
- Это случилось однажды ночью, фильм Фрэнка Капры
- Женщина для всех, фильм Макса Офюльса
- Большая игра, фильм Жака Фейдера
- Маленькие женщины, фильм Джорджа Кьюкора
- Человек с островов Аран, фильм Роберта Флаэрти
- Королева Кристина, фильм Рубена Мамуляна
- Частная жизнь Дон Жуана, фильм Александра Корда
- Тереза Конфалоньери[итал.], фильм Гуидо Бриньоне
- Вива, Вилья!, фильм Джека Конуэя

## Награды
- Кубок Муссолини за лучший иностранный фильм: Человек с островов Аран, фильм Роберта Флаэрти
- Кубок Муссолини за лучший Итальянский фильм: «Тереза Конфалоньери», фильм Гуидо Бриньоне (о судьбе супруги итальянского патриота XIX века Федерико Конфалоньери Терезы Казати[итал.])
- Золотая медаль: Стадион, фильм Карло Кампогаллиани
- Лучший актёр: Уоллес Бири, фильм Вива, Вилья!
- Лучшая актриса: Кэтрин Хепбёрн, фильм Маленькие женщины
- Лучшая анимация: Уолт Дисней, Забавные зайчишки
- Специальная рекомендация:
  - Смерть берёт отпуск, фильм Митчела Лейзена
  - Человек-невидимка, фильм Джеймса Уэлла
  - Мир движется вперёд, фильм Джона Форда
  - Вива, Вилья!, фильм Джека Конуэя
- Лучший короткометражный фильм: Хотите ли вы найти убийцу?, фильм Марсель Де Хубш
- Лучшая кинематография: Мёртвая вода, фильм Герард Раттен
- Специальный приз: Вторая Б, фильм Гоффредо Алессандрини
- Почётные дипломы:
  - Маленький флирт, фильм Густава Муландера
  - Leblebici horhor aga, фильм Эртугрула Мухсин-Бея
  - Япония, Япония, фильм Кацудо Шашин
  - Узник сбежал, фильм Бенито Перохо
  - Зита, фильм Дебаки Бозе